# Вагайська
Вага́йська (рос. Вагайская) — присілок у складі Омутинського району Тюменської області, Росія.
Населення — 310 осіб (2010, 284 у 2002).
Національний склад станом на 2002 рік:
- росіяни — 86 %